# Gunungiella bodhidarma
Gunungiella bodhidarma är en nattsländeart som beskrevs av Schmid 1960. Gunungiella bodhidarma ingår i släktet Gunungiella och familjen stengömmenattsländor. Inga underarter finns listade i Catalogue of Life.